# Flusso instazionario
Per flusso instazionario in fluidodinamica si intende una corrente fluida le cui caratteristiche sono dipendenti dal tempo. Questo comporta che la trattazione matematica del fenomeno debba essere fatta considerando le Equazioni di Navier-Stokes complete, ovvero anche con i termini non stazionari (le derivate temporali delle varie grandezze). Nei fenomeni stazionari, invece, le derivate temporali possono essere non considerate perché sono nulle, dato che le varie grandezze (come velocità e densità) non dipendono dal tempo.